# Нива (Прохоровский район)
Нива — хутор в Прохоровском районе Белгородской области России. В составе Призначенского сельского поселения.

## История
В 1968 г. указом президиума ВС РСФСР хутор Драный переименован в Нива.
Изначально название этого хутора было — хутор Драный. В 1928 году хутор относился к Краснянскому сельскому Совету. В 1932 году в нем проживало 119 человек.
В 1950-х годах стал относиться к Призначенскому сельскому Совету Прохоровского района и входил в состав колхозу «20 лет Октября», который позже путем слияния вошел в укрупненный колхоз имени Димитрова. В 1968 году по Указом Президиума ВС РСФСР от 29 января 1968 года № 745/3 «О переименовании некоторых населенных пунктов в Белгородской области» хутор переименовали в хутор Нива (Прохоровский район).

## Население
| 2002 | 2010 |
| ---- | ---- |
| 14   | ↘10  |